# 裸盖小牛肝菌属
裸盖小牛肝菌属（学名：Psiloboletinus）是乳牛肝菌科下的一个属。

## 下属物种
本属包括以下物种：
- 落叶松裸盖小牛肝菌 Psiloboletinus lariceti (Singer) Singer